# Charaxes laticinctus
Charaxes laticinctus är en fjärilsart som beskrevs av Butler 1895. Charaxes laticinctus ingår i släktet Charaxes och familjen praktfjärilar. Inga underarter finns listade i Catalogue of Life.